# زیردریایی کلاس ساروف
زیردریایی کلاس ساروف (به انگلیسی: Sarov-class submarine) یک کلاس از زیردریایی است که طول آن 72.6 m می‌باشد.